# Oxid hořečnatý
Oxid hořečnatý je bílá krystalická látka vyskytující se v přírodě jako minerál periklas. Jeho empirický vzorec je MgO. Oxid hořečnatý je snadno připravitelný spálením hořčíkové pásky (tenký hořčíkový plech) hořící na vzduchu oslnivě bílým plamenem. Reakcí vzniká bílý hygroskopický prášek. Ten se v přítomnosti vzdušné vlhkosti postupně přeměňuje na hydroxid hořečnatý (MgO + H2O → Mg(OH)2). Vzniklý hydroxid lze převést zpět na oxid hořečnatý zahřátím na vysokou teplotu. Oxid hořečnatý je spolu se síranem barnatým látkou s nejvyšší odrazivostí (96–98%).[zdroj⁠?!]

## Použití
- V medicíně je oxid hořečnatý používán jako antacidum při pálení žáhy a překyselení žaludku. Slouží také jako zdroj hořčíku a laxativum.
- Je používán jako relativně účinné a velmi levné sušidlo na místech, kde je nutné zabránit zvýšené vzdušné vlhkosti.
- Je používán jako elektrický izolant.
- Je používám ve stavebnictví jako součást hořečnatých pojiv (zejména Sorelova cementu) s protipožárním účinkem.
- Je používán sportovci (atlety, horolezci, gymnasty, vzpěrači) pro zamezení pocení rukou.
- Průmyslově se využívá při zpracovávání kůže jako zásada při činění kůží chromany.
- Používá se pro výrobu nátěrových hmot, zejména těch s žádanou vysokou bělostí (v ČR typicky např. Prolux Arktik (Primalex Polar používá síran barnatý - BaSO4)).

## Rizika
Inhalace jemného prachu oxidu hořečnatého může způsobit poškození plic.[zdroj?] Může působit dráždivě na sliznice očí a zažívacího traktu.